# CD200R1
CD200R1 (англ. CD200 receptor 1) – білок, який кодується однойменним геном, розташованим у людей на короткому плечі 3-ї хромосоми.  Довжина поліпептидного ланцюга білка становить 325 амінокислот, а молекулярна маса — 36 620.
| 10         |  | 20         |  | 30         |  | 40         |  | 50         |
| ---------- |  | ---------- |  | ---------- |  | ---------- |  | ---------- |
| MLCPWRTANL |  | GLLLILTIFL |  | VAASSSLCMD |  | EKQITQNYSK |  | VLAEVNTSWP |
| VKMATNAVLC |  | CPPIALRNLI |  | IITWEIILRG |  | QPSCTKAYRK |  | ETNETKETNC |
| TDERITWVSR |  | PDQNSDLQIR |  | PVAITHDGYY |  | RCIMVTPDGN |  | FHRGYHLQVL |
| VTPEVTLFQN |  | RNRTAVCKAV |  | AGKPAAQISW |  | IPEGDCATKQ |  | EYWSNGTVTV |
| KSTCHWEVHN |  | VSTVTCHVSH |  | LTGNKSLYIE |  | LLPVPGAKKS |  | AKLYIPYIIL |
| TIIILTIVGF |  | IWLLKVNGCR |  | KYKLNKTEST |  | PVVEEDEMQP |  | YASYTEKNNP |
| LYDTTNKVKA |  | SEALQSEVDT |  | DLHTL      |  |            |  |            |

A: Аланін

C: Цистеїн

D: Аспарагінова кислота

E: Глутамінова кислота

F: Фенілаланін

G: Гліцин

H: Гістидин

I: Ізолейцин

K: Лізин

L: Лейцин

M: Метіонін

N: Аспарагін

P: Пролін

Q: Глутамін

R: Аргінін

S: Серин

T: Треонін

V: Валін

W: Триптофан

Кодований геном білок за функцією належить до рецепторів. 
Задіяний у таких біологічних процесах як взаємодія хазяїн-вірус, поліморфізм, альтернативний сплайсинг. 
Локалізований у клітинній мембрані, мембрані.
Також секретований назовні.